# Sekai ichi muzukashii koi
Sekai ichi muzukashii koi (世界一難しい恋?, letteralmente "L'amore più difficile del mondo") è un dorama stagionale giapponese del 2016 trasmesso da Nippon TV. Ha ricevuto un rating di spettatori del 12,9% in media.

## Trama
Reiji Samejima, 34 anni, è il successore di una tradizionale locanda giapponese e presidente di un'azienda che ha ampliato l'attività nel settore alberghiero. Nonostante la sua buona apparenza e ricchezza, le donne alla fine lo abbandonano per la sua personalità arrogante e infantile; egli risulta essere difatti assai generoso con se stesso, ma molto severo nei confronti degli altri. 
Ma per la prima volta in vita sua a Reiji capita di innamorarsi di un'altra persona; lei si chiama Misaki Shibayama, un'impiegata dai modi schietti e sbrigatici presso gli "Samejima Hotels" che non ha paura di dire sempre cosa le passa per la testa. 
Lui comincia pian piano a cambiare atteggiamento mentre la insegue utilizzando numerose tattiche romantiche nel corso della storia con l'aiuto prezioso della sua segretaria Maiko Muraoki e dell'autista Katsunori Ishigami, sperando di ottenere finalmente il suo amore e di essere così ricambiato.